# Maximilian Longrée
Maximilian Longrée (* 19. Juni 1981 in Essen) ist ein ehemaliger deutscher Triathlet und Ironman-Sieger (2008), der heute als Trainer aktiv ist.

## Werdegang
Schon sein älterer Bruder  Sebastian (* 1975) war als Triathlet aktiv und Maximilian Longrée startete 1994 als 13-Jähriger bei seinem ersten Triathlon.
2003 belegte er den dritten Rang bei der Triathlon-Weltmeisterschaft auf der Langdistanz in der Altersklasse 20–24.
Im Oktober 2006 belegte er beim Ironman Hawaii (Ironman World Championships) als Amateur den 20. Platz. Seit 2007 war er als Profi-Athlet aktiv.
Der laufstarke Athlet gewann im August 2008 auf der Langdistanz den Ironman Louisville (3,86 km Schwimmen, 180,2 km Radfahren und 42,195 km Laufen).
Im November 2009 wurde er bei einem Radunfall durch einen PKW in Arizona schwer verletzt; er durchtrennte sich den Schienbeinmuskel und brach sich mehrere Knochen.
Im Juli 2010 beim Ironman Austria erfolgte sein Comeback. Maximilian Longrée startete 2010 innerhalb von fünf Monaten sechs Mal erfolgreich auf der Ironman-Distanz.
Heute ist Maximilian Longrée als Sport-Coach aktiv.

## Sportliche Erfolge
| Datum/Jahr    | Platz | Wettbewerb                        | Austragungsort | Zeit     | Bemerkung                          |
| ------------- | ----- | --------------------------------- | -------------- | -------- | ---------------------------------- |
| 13. Aug. 2006 | 1     | Westfalen-Triathlon               | Dortmund       |          |                                    |
| 27. Juni 2004 | 1     | Westfalen-Triathlon               | Dortmund       | 02:02:57 |                                    |
| 29. Juni 2003 | 1     | Westfalen-Triathlon               | Dortmund       |          | Sieger auf der olympischen Distanz |
| 4. Juni 2000  | 33    | ETU Triathlon Junior European Cup | Tiszaujvaros   | 00:39:50 |                                    |

| Datum/Jahr    | Platz | Wettbewerb                                            | Austragungsort    | Zeit     | Bemerkung                                                                                                  |
| ------------- | ----- | ----------------------------------------------------- | ----------------- | -------- | --- |
| 28. Nov. 2010 | 10    | Ironman Mexico                                        | Cozumel           | 08:45:52 | |
| 21. Nov. 2010 | 7     | Ironman Arizona                                       | Tempe             | 08:33:28 | |
| 6. Nov. 2010  | 16    | Ironman Florida                                       | Panama City       | 08:51:27 | [ 2 ] |
| 12. Sep. 2010 | 6     | Ironman Wisconsin                                     | Madison           | 08:55:47 | mit neuem Marathonstreckenrekord                                                                           |
| 29. Aug. 2010 | 3     | Ironman Louisville                                    | Louisville        | 08:50:10 | [ 4 ] |
| 4. Juli 2010  | 12    | Ironman Austria                                       | Klagenfurt        | 08:48:44 | |
| 10. Okt. 2009 | DNS   | Ironman Hawaii                                        | Big Island        | –        | |
| 30. Aug. 2009 | 5     | Ironman Louisville                                    | Louisville        | 08:46:31 | |
| 21. Juni 2009 | 3     | Ironman Coeur d’Alene                                 | Idaho             | 08:50:19 | Longrée gewinnt die erste Medaille für Deutschland mit einer Marathon-Zeit von 2:54:31 Stunden.            |
| Okt. 2008     | 17    | Ironman Hawaii                                        | Big Island        | 08:49:01 | |
| 31. Aug. 2008 | 1     | Ironman Louisville                                    | Louisville        | 08:33:58 | Longrée konnte beim zweiten Ironman-Bewerb in Louisville seinen ersten Sieg auf der Langdistanz erreichen. |
| 13. Okt. 2007 | 17    | Ironman Hawaii                                        | Big Island        | 08:39:42 | |
| 8. Juli 2007  | 3     | Ironman Austria                                       | Klagenfurt        | 08:20:13 | Schnellster Marathonlauf des Tages (2:43:50 Stunden) und persönliche Bestzeit.                             |
| 2006          | 10    | Ironman Lanzarote                                     | Puerto del Carmen | 09:26:57 | |
| 21. Okt. 2006 | 20    | Ironman Hawaii                                        | Big Island        | 08:41:02 | Longrée stellte einen (mittlerweile eingestellten) Streckenrekord der in Hawaii startenden Amateure auf.   |
| 2. Juli 2006  | 10    | Ironman Switzerland                                   | Zürich            | 08:51:13 | |
| 2006          | 1     | UPC Holland Triathlon                                 | Almere            | 08:23:00 | |
| 22. Aug. 2005 | 7     | Ironman UK                                            | Sherborne         | 09:21:14 | |
| 16. Okt. 2004 | DNF   | Ironman Hawaii                                        | Big Island        | –        | |
| 2004          | 12    | Ironman Switzerland                                   | Zürich            | 09:06:07 | Erster Start über die Langdistanz                                                                          |
| 11. Mai 2003  | 3     | ITU Long Distance Triathlon World Championship M20–24 | Ibiza             | 06:24:29 | in der Altersklasse 20–24                                                                                  |

DNF – Did Not Finish